# 汉黄芩素
汉黄芩素（英語：Wogonin，也称为5,7-二羟基-8-甲氧基黄酮，5,7-Dihydroxy-8-methoxyflavone）是一种天然的O-甲基化黄酮类化合物，存在于黄芩（学名：Scutellaria baicalensis）等植物中，也是中医学方剂小柴胡湯中的主要活性成分。汉黄芩素可作为糖苷配基与糖形成糖苷，其形成的糖苷被称为“汉黄芩素苷”（wogonoside），例子有汉黄芩苷（汉黄芩素与葡萄糖醛酸形成）等。